# Дяволска жена
„Дяволска жена“ (на английски: Saving Silverman/Evil Woman) е американска черна комедия от 2001 г. на режисьора Денис Дюган, по сценарий на Ханк Нелкен и Грег ДеПол. Във филма участват Джейсън Бигс, Стийв Зан, Джак Блек и Аманда Пийт, а певецът Нийл Даймънд се явява в самостоятелна и малка роля.